# Butler Peaks
Butler Peaks är en bergstopp i Antarktis. Den ligger i Västantarktis. Argentina, Chile och Storbritannien gör anspråk på området. Toppen på Butler Peaks är 764 meter över havet.
Terrängen runt Butler Peaks är kuperad västerut, men österut är den platt. Trakten är obefolkad. Det finns inga samhällen i närheten.